# Gennadi Nijegorodov
Gennadi Aleksandrovich Nijegorodov - em russo, Геннадий Александрович Нижегородов (Odessa, 7 de junho de 1977) é um ex-futebolista e treinador de futebol russo-ucraniano que atuava como zagueiro. Atualmente é auxiliar-técnico no Chornomorets-2.
Em ucraniano, seu nome é Hennadi Oleksandrovych Nijehorodov (cirílico: Геннадій Олександрович Ніжегородов).

## Carreira
Jogou boa parte de sua carreira no futebol da Rússia, estreando em 1993 pelo Volgar Gazprom-Astrakhan. Passou também por Lokomotiv Nizhny Novgorod, Terek Grozny e Shinnik Yaroslavl, após viver sua melhor fase no Lokomotiv Moscou, onde atuou entre 2000 e 2004, com 162 jogos disputados e vencendo o Campeonato Russo 2 vezes (mesmo número de títulos pela Copa da Rússia), além de uma Supercopa da Rússia, em 2003.
Defendeu também o Chornomorets Odessa em seu país natal e o Rheindorf Altach (Áustria), onde se aposentou em 2010, com apenas um gol marcado em 435 jogos oficiais por clubes e Seleção Russa, além de ter sido o jogador com a expulsão mais rápida na história da Primeira Divisão Russa, levando cartão vermelho com apenas 4 minutos de jogo entre o Lokomotiv Nizhny Novgorod (seu clube na época) e FC Rostselmash (atual FC Rostov). Em 2012 voltou ao Chornomorets para trabalhar como auxiliar do time Sub-19 e técnico do time B. Desde 2019, Nijegorodov é auxiliar-técnico do Chornomorets-2.

## Carreira internacional
Ucraniano de nascimento, Nijegorodov nunca foi convocado para a seleção do país, optando em defender a Rússia, pela qual fez sua estreia em maio de 2000, num empate em 1 a 1 contra a Eslováquia.
Não lembrado para a Copa de 2002, disputou mais 8 jogos até 2003, quando não voltou a ser convocado.

## Títulos
Lokomotiv Moscou
- Campeonato Russo: 2002 e 2004
- Copa da Rússia: 1999–00 e 2000–01
- Supercopa da Rússia: 2003